# Südperd

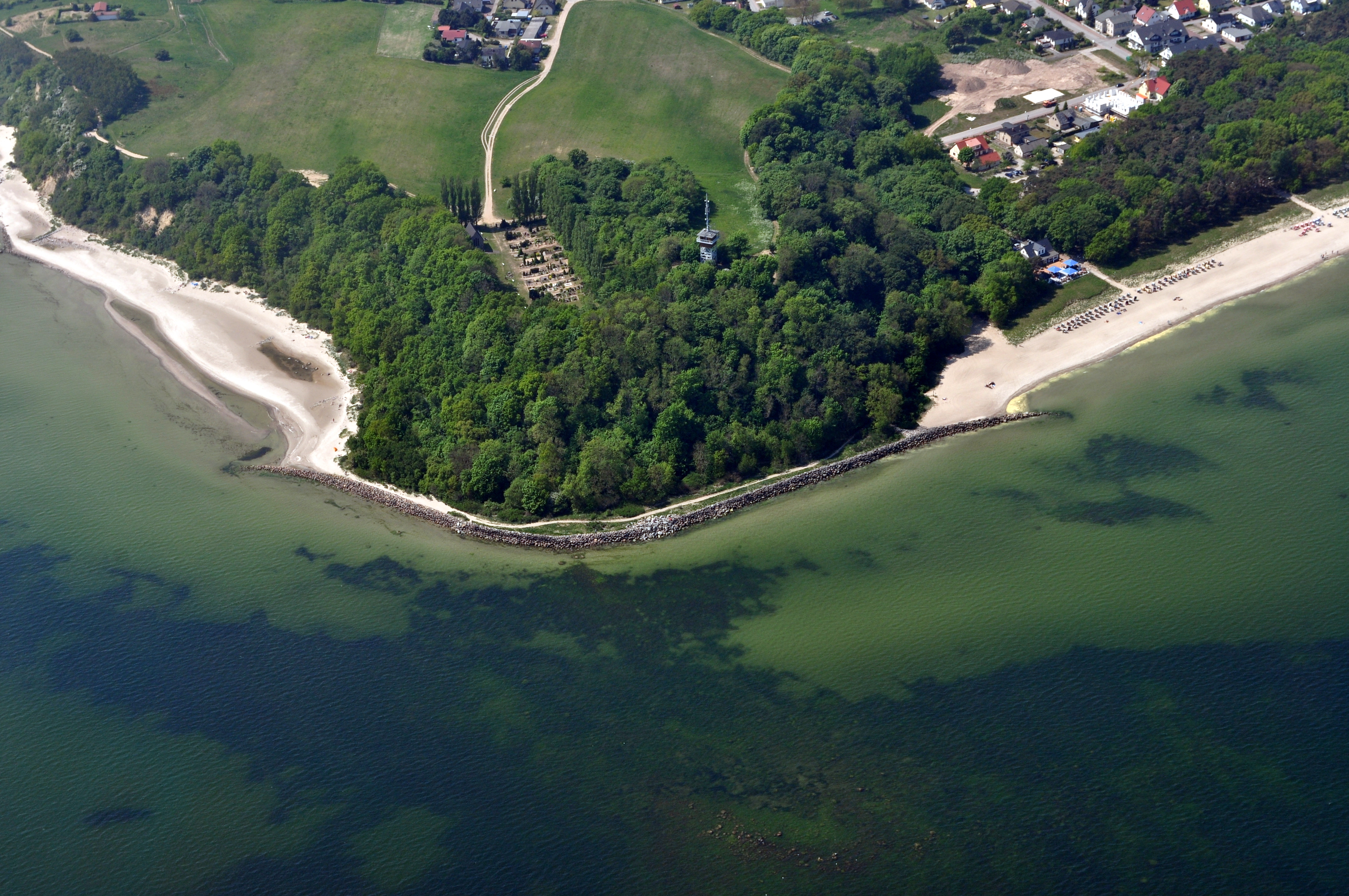
Das Südperd aus östlicher Richtung (2011)

Das Südperd ist ein Kap im Südosten Rügens. Es liegt beim Ort Thiessow der Gemeinde Mönchgut und ist Teil des Naturschutzgebiets Mönchgut und des Biosphärenreservats Südost-Rügen. In der offiziellen Liste wird das rund 27 ha große Areal als Nr. N 189a geführt.
Auf eine Höhe von bis zu 35,6 m ü. NHN steigt das Südperd mit dem Lotsenberg an. Auf ihm befindet sich der 34 m hohe Lotsenturm.
Östlich und südlich des Kaps schließt die Ostsee an, die südlich des Kaps den Eingang zum Greifswalder Bodden bildet. Im Nordwesten befindet sich Thiessow. In nördlicher Richtung verläuft die Küstenlinie mit dem rund 5 Kilometer langen Oststrand bis nach Lobbe, Richtung Südwesten der kürzere Südstrand mit dem Endhaken.
Das Seenotrettungsboot Kaatje wurde im August 1990 in Südperd umbenannt.